# Azul (canción de Natalia Lafourcade)
«Azul» es una canción grabada por la cantante y compositora mexicana Natalia Lafourcade. La canción fue escrita y producida por ella misma junto a DJ Meme. Fue lanzada el 14 de julio de 2009 como el primer sencillo de su tercer álbum de estudio Hu hu hu.

## Video musical
El video musical oficial de «Azul» fue lanzado el 2 de octubre de 2009 en la plataforma digital YouTube. El videoclip ha recibido casi de 3 millones de vistas desde su publicación.

## Lista de canciones

### Descarga digital
| Azul — Single |        |          |  |
| N.º           | Título | Duración |  |
| 1.            | «Azul» | 6:33     |  |